# Symmetrische Matrix

Symmetriemuster einer symmetrischen (5×5)-Matrix

Eine symmetrische Matrix ist in der Mathematik eine quadratische Matrix, deren Einträge spiegelsymmetrisch bezüglich der Hauptdiagonale sind. Eine symmetrische Matrix stimmt demnach mit ihrer transponierten Matrix überein.
Die Summe zweier symmetrischer Matrizen und jedes skalare Vielfache einer symmetrischen Matrix ist wieder symmetrisch. Die Menge der symmetrischen Matrizen fester Größe bildet daher einen Untervektorraum des zugehörigen Matrizenraums. Jede quadratische Matrix lässt sich dabei eindeutig als Summe einer symmetrischen und einer schiefsymmetrischen Matrix schreiben. Das Produkt zweier symmetrischer Matrizen ist genau dann symmetrisch, wenn die beiden Matrizen kommutieren. Das Produkt einer beliebigen Matrix mit ihrer Transponierten ergibt eine symmetrische Matrix.
Symmetrische Matrizen mit reellen Einträgen weisen eine Reihe weiterer besonderer Eigenschaften auf. So ist eine reelle symmetrische Matrix stets selbstadjungiert, sie besitzt nur reelle Eigenwerte und sie ist stets orthogonal diagonalisierbar. Für komplexe symmetrische Matrizen gelten diese Eigenschaften im Allgemeinen nicht; das entsprechende Gegenstück sind dort hermitesche Matrizen. Eine wichtige Klasse reeller symmetrischer Matrizen sind positiv definite Matrizen, bei denen alle Eigenwerte positiv sind.
In der linearen Algebra werden symmetrische Matrizen zur Beschreibung symmetrischer Bilinearformen verwendet. Die Darstellungsmatrix einer selbstadjungierten Abbildung bezüglich einer Orthonormalbasis ist ebenfalls stets symmetrisch. Lineare Gleichungssysteme mit symmetrischer Koeffizientenmatrix lassen sich effizient und numerisch stabil lösen. Weiterhin werden symmetrische Matrizen bei Orthogonalprojektionen und bei der Polarzerlegung von Matrizen verwendet.
Symmetrische Matrizen besitzen Anwendungen unter anderem in der Geometrie, der Analysis, der Graphentheorie und der Stochastik.
Eng verwandt mit den Matrizen sind die Tensoren zweiter Stufe, die ein wichtiges mathematisches Hilfsmittel in den Natur- und Ingenieurwissenschaften, insbesondere in der Kontinuumsmechanik sind, siehe #Symmetrische Tensoren.

## Definition
Eine quadratische Matrix {\displaystyle A=(a_{ij})\in K^{n\times n}} über einem Körper {\displaystyle K} heißt symmetrisch, wenn für ihre Einträge
{\displaystyle a_{ij}=a_{ji}}
für {\displaystyle i,j=1,\ldots ,n} gilt. Eine symmetrische Matrix ist demnach spiegelsymmetrisch bezüglich ihrer Hauptdiagonale, das heißt, es gilt
{\displaystyle A=A^{\mathsf {T}}},
wobei {\displaystyle A^{\mathsf {T}}} die transponierte Matrix bezeichnet.

## Beispiele
Beispiele für symmetrische Matrizen mit reellen Einträgen sind
{\displaystyle {\begin{pmatrix}2\end{pmatrix}},\quad {\begin{pmatrix}1&5\\5&7\end{pmatrix}},\quad {\begin{pmatrix}1&1\\1&0\end{pmatrix}},\quad {\begin{pmatrix}1&3&0\\3&2&6\\0&6&5\end{pmatrix}}}.
Allgemein haben symmetrische Matrizen der Größe {\displaystyle 2\times 2}, {\displaystyle 3\times 3} und {\displaystyle 4\times 4} die Struktur
{\displaystyle {\begin{pmatrix}a&b\\b&c\end{pmatrix}},\quad {\begin{pmatrix}a&b&c\\b&d&e\\c&e&f\end{pmatrix}},\quad {\begin{pmatrix}a&b&c&d\\b&e&f&g\\c&f&h&i\\d&g&i&j\end{pmatrix}}}.
Klassen symmetrischer Matrizen beliebiger Größe sind unter anderem
- Diagonalmatrizen, insbesondere Einheitsmatrizen,
- konstante quadratische Matrizen, beispielsweise quadratische Nullmatrizen und Einsmatrizen,
- Hankel-Matrizen, bei denen alle Gegendiagonalen konstante Einträge aufweisen, beispielsweise Hilbert-Matrizen,
- bisymmetrische Matrizen, die sowohl bezüglich der Hauptdiagonale, als auch der Gegendiagonale symmetrisch sind.

## Eigenschaften

### Einträge

Bei einer symmetrischen Matrix müssen nur die Einträge auf und unterhalb der Diagonalen gespeichert werden

Aufgrund der Symmetrie wird eine symmetrische Matrix {\displaystyle A\in K^{n\times n}} bereits durch ihre {\displaystyle n} Diagonaleinträge und die {\displaystyle {\tfrac {n(n-1)}{2}}} Einträge unterhalb (oder oberhalb) der Diagonalen eindeutig charakterisiert. Eine symmetrische Matrix weist demnach höchstens
{\displaystyle n+{\frac {n(n-1)}{2}}={\frac {n(n+1)}{2}}}
verschiedene Einträge auf. Im Vergleich dazu kann eine nichtsymmetrische {\displaystyle (n\times n)}-Matrix bis zu {\displaystyle n^{2}} unterschiedliche Einträge besitzen, also bei großen Matrizen fast doppelt so viele. Zur Speicherung symmetrischer Matrizen im Computer gibt es daher spezielle Speicherformate, die diese Symmetrie ausnutzen.

### Summe
Die Summe {\displaystyle A+B} zweier symmetrischer Matrizen {\displaystyle A,B\in K^{n\times n}} ist stets wieder symmetrisch, denn
{\displaystyle (A+B)^{\mathsf {T}}=A^{\mathsf {T}}+B^{\mathsf {T}}=A+B}.
Ebenso ist auch das Produkt {\displaystyle cA} einer symmetrischen Matrix mit einem Skalar {\displaystyle c\in K} wieder symmetrisch. Nachdem auch die Nullmatrix symmetrisch ist, bildet die Menge der symmetrischen {\displaystyle n\times n}-Matrizen einen Untervektorraum
{\displaystyle \operatorname {Symm} _{n}=\{A\in K^{n\times n}\mid A^{\mathsf {T}}=A\}}
des Matrizenraums {\displaystyle K^{n\times n}}. Dieser Untervektorraum besitzt die Dimension {\displaystyle {\tfrac {n^{2}+n}{2}}}, wobei die Standardmatrizen {\displaystyle E_{ii}}, {\displaystyle 1\leq i\leq n}, und {\displaystyle E_{ij}+E_{ji}}, {\displaystyle 1\leq i<j\leq n} darin eine Basis bilden.

### Zerlegung
Falls die Charakteristik des Körpers {\displaystyle K} ungleich 2 ist, lässt sich jede beliebige quadratische Matrix {\displaystyle M\in K^{n\times n}} eindeutig als Summe {\displaystyle M=A+B} einer symmetrischen Matrix {\displaystyle A} und einer schiefsymmetrischen Matrix {\displaystyle B} schreiben, indem
{\displaystyle A={\frac {1}{2}}(M+M^{\mathsf {T}})}   und   {\displaystyle B={\frac {1}{2}}(M-M^{\mathsf {T}})}
gewählt werden. Die schiefsymmetrischen Matrizen bilden dann ebenfalls einen Untervektorraum {\displaystyle \operatorname {Skew} _{n}} des Matrizenraums mit Dimension {\displaystyle {\tfrac {n^{2}-n}{2}}}. Der gesamte {\displaystyle n^{2}}-dimensionale Raum {\displaystyle K^{n\times n}} lässt sich folglich als direkte Summe
{\displaystyle K^{n\times n}=\operatorname {Symm} _{n}\oplus \operatorname {Skew} _{n}}
der Räume der symmetrischen und der schiefsymmetrischen Matrizen schreiben.

### Produkt
Das Produkt {\displaystyle AB} zweier symmetrischer Matrizen {\displaystyle A,B\in K^{n\times n}} ist im Allgemeinen nicht wieder symmetrisch. Das Produkt symmetrischer Matrizen ist genau dann symmetrisch, wenn {\displaystyle A} und {\displaystyle B} kommutieren, also wenn {\displaystyle AB=BA} gilt, denn dann ergibt sich
{\displaystyle (AB)^{\mathsf {T}}=B^{\mathsf {T}}A^{\mathsf {T}}=BA=AB}.
Insbesondere sind damit für eine symmetrische Matrix {\displaystyle A} auch alle ihre Potenzen {\displaystyle A^{k}} mit {\displaystyle k\in \mathbb {N} } und daher auch ihr Matrixexponential {\displaystyle e^{A}} wieder symmetrisch. Für eine beliebige Matrix {\displaystyle M\in K^{m\times n}} sind sowohl die {\displaystyle m\times m}-Matrix {\displaystyle MM^{\mathsf {T}}} als auch die {\displaystyle n\times n}-Matrix {\displaystyle M^{\mathsf {T}}M} stets symmetrisch.

### Kongruenz
Jede Matrix {\displaystyle B\in K^{n\times n}}, die kongruent zu einer symmetrischen Matrix {\displaystyle A\in K^{n\times n}} ist, ist ebenfalls symmetrisch, denn es gilt
{\displaystyle B^{\mathsf {T}}=(S^{\mathsf {T}}AS)^{\mathsf {T}}=S^{\mathsf {T}}A^{\mathsf {T}}S=S^{\mathsf {T}}AS=B},
wobei {\displaystyle S\in K^{n\times n}} die zugehörige Transformationsmatrix ist. Matrizen, die ähnlich zu einer symmetrischen Matrix sind, müssen jedoch nicht notwendigerweise ebenfalls symmetrisch sein.

### Inverse
Ist eine symmetrische Matrix {\displaystyle A\in K^{n\times n}} invertierbar, dann ist auch ihre Inverse {\displaystyle A^{-1}} wieder symmetrisch, denn es gilt
{\displaystyle (A^{-1})^{\mathsf {T}}=(A^{\mathsf {T}})^{-1}=A^{-1}}.
Für eine reguläre symmetrische Matrix {\displaystyle A} sind demnach auch alle Potenzen {\displaystyle A^{-k}} mit {\displaystyle k\in \mathbb {N} } wieder symmetrisch.

## Reelle symmetrische Matrizen
Symmetrische Matrizen mit reellen Einträgen besitzen eine Reihe weiterer besonderer Eigenschaften.

### Normalität
Eine reelle symmetrische Matrix {\displaystyle A\in \mathbb {R} ^{n\times n}} ist stets normal, denn es gilt
{\displaystyle A^{\mathsf {T}}A=AA=AA^{\mathsf {T}}}.
Jede reelle symmetrische Matrix kommutiert also mit ihrer Transponierten. Es gibt allerdings auch normale Matrizen, die nicht symmetrisch sind, beispielsweise schiefsymmetrische Matrizen.

### Selbstadjungiertheit
Eine reelle symmetrische Matrix {\displaystyle A\in \mathbb {R} ^{n\times n}} ist stets selbstadjungiert, denn es gilt mit dem reellen Standardskalarprodukt {\displaystyle \langle \cdot ,\cdot \rangle }
{\displaystyle \langle Ax,y\rangle =(Ax)^{\mathsf {T}}y=x^{\mathsf {T}}A^{\mathsf {T}}y=x^{\mathsf {T}}Ay=\langle x,Ay\rangle }
für alle Vektoren {\displaystyle x,y\in \mathbb {R} ^{n}}. Es gilt auch die Umkehrung und jede reelle selbstadjungierte Matrix ist symmetrisch. Aufgefasst als komplexe Matrix ist eine reelle symmetrische Matrix stets hermitesch, denn es gilt
{\displaystyle A^{\mathsf {H}}={\bar {A}}^{\mathsf {T}}=A^{\mathsf {T}}=A},
wobei {\displaystyle A^{\mathsf {H}}} die adjungierte Matrix zu {\displaystyle A} und {\displaystyle {\bar {A}}} die konjugierte Matrix zu {\displaystyle A} ist. Damit sind reelle symmetrische Matrizen auch selbstadjungiert bezüglich des komplexen Standardskalarprodukts.

### Eigenwerte

Durch eine reelle symmetrische (2×2)-Matrix wird der Einheitskreis (blau) in eine Ellipse (grün) transformiert. Die Halbachsen der Ellipse (rot) entsprechen den Beträgen der Eigenwerte der Matrix.

Die Eigenwerte einer reellen symmetrischen Matrix {\displaystyle A\in \mathbb {R} ^{n\times n}}, das heißt die Lösungen der Eigenwertgleichung {\displaystyle Ax=\lambda x}, sind stets reell. Ist nämlich {\displaystyle \lambda \in \mathbb {C} } ein komplexer Eigenwert von {\displaystyle A} mit zugehörigem Eigenvektor {\displaystyle x\in \mathbb {C} ^{n}}, {\displaystyle x\neq 0}, dann gilt mit der komplexen Selbstadjungiertheit von {\displaystyle A}
{\displaystyle \lambda \langle x,x\rangle =\langle x,\lambda x\rangle =\langle x,Ax\rangle =\langle Ax,x\rangle =\langle \lambda x,x\rangle ={\bar {\lambda }}\langle x,x\rangle }.
Nachdem {\displaystyle \langle x,x\rangle \neq 0} für {\displaystyle x\neq 0} ist, muss {\displaystyle \lambda ={\bar {\lambda }}} gelten und der Eigenwert {\displaystyle \lambda } damit reell sein. Daraus folgt dann auch, dass der zugehörige Eigenvektor {\displaystyle x} reell gewählt werden kann.

### Vielfachheiten
Bei jeder reellen symmetrischen Matrix {\displaystyle A\in \mathbb {R} ^{n\times n}} stimmen die algebraischen und die geometrischen Vielfachheiten aller Eigenwerte überein. Ist nämlich {\displaystyle \lambda } ein Eigenwert von {\displaystyle A} mit geometrischer Vielfachheit {\displaystyle k}, dann existiert eine Orthonormalbasis {\displaystyle \{x_{1},\ldots ,x_{k}\}} des Eigenraums von {\displaystyle \lambda }, welche durch {\displaystyle \{x_{k+1},\ldots ,x_{n}\}} zu einer Orthonormalbasis des Gesamtraums {\displaystyle \mathbb {R} ^{n}} ergänzt werden kann. Mit der orthogonalen Basistransformationsmatrix {\displaystyle S=(x_{1}\mid \cdots \mid x_{n})} ergibt sich damit die transformierte Matrix
{\displaystyle C=S^{-1}AS=S^{\mathsf {T}}AS=\left({\begin{array}{c|c}\lambda I&0\\\hline 0&X\end{array}}\right)}
als Blockdiagonalmatrix mit den Blöcken {\displaystyle \lambda I\in \mathbb {R} ^{k\times k}} und {\displaystyle X\in \mathbb {R} ^{(n-k)\times (n-k)}}. Für die Einträge {\displaystyle c_{ij}} von {\displaystyle C} mit {\displaystyle \min\{i,j\}\leq k} gilt nämlich mit der Selbstadjungiertheit von {\displaystyle A} und der Orthonormalität der Basisvektoren {\displaystyle x_{1},\ldots ,x_{n}}
{\displaystyle c_{ij}=\langle x_{i},Ax_{j}\rangle =\langle Ax_{i},x_{j}\rangle =\lambda \langle x_{i},x_{j}\rangle =\lambda \delta _{ij}},
wobei {\displaystyle \delta _{ij}} das Kronecker-Delta darstellt. Da {\displaystyle x_{k+1},\ldots ,x_{n}} nach Voraussetzung keine Eigenvektoren zum Eigenwert {\displaystyle \lambda } von {\displaystyle A} sind, kann {\displaystyle \lambda } kein Eigenwert von {\displaystyle X} sein. Die Matrix {\displaystyle C} besitzt daher nach der Determinantenformel für Blockmatrizen  den Eigenwert {\displaystyle \lambda } genau mit algebraischer Vielfachheit {\displaystyle k} und aufgrund der Ähnlichkeit der beiden Matrizen damit auch {\displaystyle A}.

### Diagonalisierbarkeit
Da bei einer reellen symmetrischen Matrix {\displaystyle A\in \mathbb {R} ^{n\times n}} algebraische und geometrische Vielfachheiten aller Eigenwerte übereinstimmen und da Eigenvektoren zu verschiedenen Eigenwerten stets linear unabhängig sind, kann aus Eigenvektoren von {\displaystyle A} eine Basis des {\displaystyle \mathbb {R} ^{n}} gebildet werden. Daher ist eine reelle symmetrische Matrix stets diagonalisierbar, das heißt, es gibt eine reguläre Matrix {\displaystyle S\in \mathbb {R} ^{n\times n}} und eine Diagonalmatrix {\displaystyle D\in \mathbb {R} ^{n\times n}}, sodass
{\displaystyle S^{-1}AS=D}
gilt. Die Matrix {\displaystyle S=(x_{1}\mid \cdots \mid x_{n})} hat dabei die Eigenvektoren {\displaystyle x_{1},\ldots ,x_{n}} als Spalten und die Matrix {\displaystyle D=\operatorname {diag} (\lambda _{1},\ldots ,\lambda _{n})} hat die zu diesen Eigenvektoren jeweils zugehörigen Eigenwerte {\displaystyle \lambda _{1},\ldots ,\lambda _{n}} auf der Diagonalen. Durch eine Permutation der Eigenvektoren kann dabei die Reihenfolge der Diagonaleinträge von {\displaystyle D} beliebig gewählt werden. Daher sind zwei reelle symmetrische Matrizen genau dann zueinander ähnlich, wenn sie die gleichen Eigenwerte besitzen. Weiterhin sind zwei reelle symmetrische Matrizen genau dann simultan diagonalisierbar, wenn sie kommutieren.

### Orthogonale Diagonalisierbarkeit

Bei einer symmetrischen Matrix stehen die Eigenvektoren (blau und violett) zu verschiedenen Eigenwerten (hier 3 und 1) senkrecht aufeinander. Durch Anwendung der Matrix werden blaue Vektoren um den Faktor drei gestreckt, während violette Vektoren ihre Länge beibehalten.

Die Eigenvektoren {\displaystyle x_{i},x_{j}} zu zwei verschiedenen Eigenwerten {\displaystyle \lambda _{i}\neq \lambda _{j}} einer reellen symmetrischen Matrix {\displaystyle A\in \mathbb {R} ^{n\times n}} sind stets orthogonal. Es gilt nämlich wiederum mit der Selbstadjungiertheit von {\displaystyle A}
{\displaystyle \lambda _{i}\langle x_{i},x_{j}\rangle =\langle \lambda _{i}x_{i},x_{j}\rangle =\langle Ax_{i},x_{j}\rangle =\langle x_{i},Ax_{j}\rangle =\langle x_{i},\lambda _{j}x_{j}\rangle =\lambda _{j}\langle x_{i},x_{j}\rangle }.
Da {\displaystyle \lambda _{i}} und {\displaystyle \lambda _{j}} als verschieden angenommen wurden, folgt daraus dann {\displaystyle \langle x_{i},x_{j}\rangle =0}. Daher kann aus Eigenvektoren von {\displaystyle A} eine Orthonormalbasis des {\displaystyle \mathbb {R} ^{n}} gebildet werden. Damit ist eine reelle symmetrische Matrix sogar orthogonal diagonalisierbar, das heißt, es gibt eine orthogonale Matrix {\displaystyle S}, mit der
{\displaystyle S^{\mathsf {T}}AS=D}
gilt. Diese Darstellung bildet die Grundlage für die Hauptachsentransformation und ist die einfachste Version des Spektralsatzes.

### Kenngrößen
Aufgrund der Diagonalisierbarkeit einer reellen symmetrischen Matrix {\displaystyle A\in \mathbb {R} ^{n\times n}}  gilt für ihre Spur
{\displaystyle \operatorname {spur} (A)=\lambda _{1}+\ldots +\lambda _{n}}
und für ihre Determinante entsprechend
{\displaystyle \det(A)=\lambda _{1}\cdot \ldots \cdot \lambda _{n}}.
Der Rang einer reellen symmetrischen Matrix ist gleich der Anzahl der Eigenwerte ungleich Null, also mit dem Kronecker-Delta
{\displaystyle \operatorname {rang} (A)=n-\left(\delta _{\lambda _{1},0}+\ldots +\delta _{\lambda _{n},0}\right)}.
Eine reelle symmetrische Matrix ist genau dann invertierbar wenn keiner ihrer Eigenwerte Null ist. Die Spektralnorm einer reellen symmetrischen Matrix ist
{\displaystyle \|A\|_{2}=\max\{|\lambda _{1}|,\ldots ,|\lambda _{n}|\}}
und damit gleich dem Spektralradius der Matrix. Die Frobeniusnorm ergibt sich aufgrund der Normalität entsprechend zu
{\displaystyle \|A\|_{F}={\sqrt {\lambda _{1}^{2}+\ldots +\lambda _{n}^{2}}}}.

### Definitheit
Ist {\displaystyle A\in \mathbb {R} ^{n\times n}} eine reelle symmetrische Matrix, dann wird der Ausdruck
{\displaystyle Q_{A}(x)=x^{\mathsf {T}}Ax=\langle x,Ax\rangle }
mit {\displaystyle x\in \mathbb {R} ^{n}} quadratische Form von {\displaystyle A} genannt. Je nachdem ob {\displaystyle Q_{A}(x)} größer als, größer gleich, kleiner als oder kleiner gleich null für alle {\displaystyle x\neq 0} ist, heißt die Matrix {\displaystyle A} positiv definit, positiv semidefinit, negativ definit oder negativ semidefinit. Kann {\displaystyle Q_{A}(x)} sowohl positive, als auch negative Vorzeichen annehmen, so heißt {\displaystyle A} indefinit. Die Definitheit einer reellen symmetrischen Matrix kann anhand der Vorzeichen ihrer Eigenwerte ermittelt werden. Sind alle Eigenwerte positiv, ist die Matrix positiv definit, sind sie alle negativ, ist die Matrix negativ definit und so weiter. Das Tripel bestehend aus den Anzahlen der positiven, negativen und Null-Eigenwerte einer reellen symmetrischen Matrix wird Signatur der Matrix genannt. Nach dem Trägheitssatz von Sylvester bleibt die Signatur einer reellen symmetrischen Matrix unter Kongruenztransformationen erhalten.

### Abschätzungen
Nach dem Satz von Courant-Fischer liefert der Rayleigh-Quotient Abschätzungen für den kleinsten und den größten Eigenwert einer reellen symmetrischen Matrix {\displaystyle A\in \mathbb {R} ^{n\times n}} der Form
{\displaystyle \min\{\lambda _{1},\ldots ,\lambda _{n}\}\leq {\frac {\langle x,Ax\rangle }{\langle x,x\rangle }}\leq \max\{\lambda _{1},\ldots ,\lambda _{n}\}}
für alle {\displaystyle x\in \mathbb {R} ^{n}} mit {\displaystyle x\neq 0}. Gleichheit gilt dabei jeweils genau dann, wenn {\displaystyle x} ein Eigenvektor zum jeweiligen Eigenwert ist. Der kleinste und der größte Eigenwert einer reellen symmetrischen Matrix kann demnach durch Minimierung beziehungsweise Maximierung des Rayleigh-Quotienten ermittelt werden. Eine weitere Möglichkeit zur Eigenwertabschätzung bieten die Gerschgorin-Kreise, die für reelle symmetrische Matrizen die Form von Intervallen haben.
Sind {\displaystyle A,B\in \mathbb {R} ^{n\times n}} zwei reelle symmetrische Matrizen mit absteigend sortierten Eigenwerten {\displaystyle \lambda _{1}\geq \ldots \geq \lambda _{n}} und {\displaystyle \mu _{1}\geq \ldots \geq \mu _{n}}, dann gibt die Fan-Ungleichung die Abschätzung
{\displaystyle \operatorname {spur} (AB)\leq \lambda _{1}\mu _{1}+\ldots +\lambda _{n}\mu _{n}}.
Gleichheit ist hierbei genau dann erfüllt, wenn die Matrizen {\displaystyle A} und {\displaystyle B} simultan geordnet diagonalisierbar sind, das heißt, wenn eine orthogonale Matrix {\displaystyle S\in \mathbb {R} ^{n\times n}} existiert, sodass {\displaystyle A=S\operatorname {diag} (\lambda _{1},\ldots ,\lambda _{n})S^{\mathsf {T}}} und {\displaystyle B=S\operatorname {diag} (\mu _{1},\ldots ,\mu _{n})S^{\mathsf {T}}} gelten. Die Fan-Ungleichung stellt eine Verschärfung der Cauchy-Schwarz-Ungleichung für das Frobenius-Skalarprodukt und eine Verallgemeinerung der Umordnungs-Ungleichung für Vektoren dar.

## Komplexe symmetrische Matrizen

### Zerlegung
Die Zerlegung des komplexen Matrizenraums {\displaystyle {\mathbb {C} }^{n\times n}} als direkte Summe der Räume symmetrischer und schiefsymmetrischer Matrizen
{\displaystyle {\mathbb {C} }^{n\times n}=\operatorname {Symm} _{n}\oplus \operatorname {Skew} _{n}}
stellt eine orthogonale Summe bezüglich des Frobenius-Skalarprodukts dar. Es gilt nämlich
{\displaystyle \langle A,B\rangle _{F}=\operatorname {spur} (A^{\mathsf {H}}B)=\operatorname {spur} ({\bar {A}}B)=\operatorname {spur} (B{\bar {A}})=\operatorname {spur} ((B{\bar {A}})^{\mathsf {T}})=-\operatorname {spur} (A^{\mathsf {H}}B)=-\langle A,B\rangle _{F}}
für alle Matrizen {\displaystyle A\in \operatorname {Symm} _{n}} und {\displaystyle B\in \operatorname {Skew} _{n}}, woraus {\displaystyle \langle A,B\rangle _{F}=0} folgt. Die Orthogonalität der Zerlegung gilt entsprechend auch für den reellen Matrizenraum {\displaystyle {\mathbb {R} }^{n\times n}}.

### Spektrum
Bei komplexen Matrizen {\displaystyle A\in \mathbb {C} ^{n\times n}} hat die Symmetrie keine besonderen Auswirkungen auf das Spektrum. Eine komplexe symmetrische Matrix kann auch nicht-reelle Eigenwerte besitzen. Beispielsweise hat die komplexe symmetrische Matrix
{\displaystyle A={\begin{pmatrix}1&i\\i&1\end{pmatrix}}\in \mathbb {C} ^{2\times 2}}
die beiden Eigenwerte {\displaystyle \lambda _{1,2}=1\pm i}. Es gibt auch komplexe symmetrische Matrizen, die nicht diagonalisierbar sind. Zum Beispiel besitzt die Matrix
{\displaystyle A={\begin{pmatrix}1&i\\i&-1\end{pmatrix}}\in \mathbb {C} ^{2\times 2}}
den einzigen Eigenwert {\displaystyle \lambda =0} mit algebraischer Vielfachheit zwei und geometrischer Vielfachheit eins. Allgemein ist sogar jede komplexe quadratische Matrix ähnlich zu einer komplexen symmetrischen Matrix. Daher weist das Spektrum einer komplexen symmetrischen Matrix keinerlei Besonderheiten auf. Das komplexe Gegenstück reeller symmetrischer Matrizen sind, was die mathematischen Eigenschaften betrifft, hermitesche Matrizen.

### Faktorisierung
Jede komplexe symmetrische Matrix {\displaystyle A\in \mathbb {C} ^{n\times n}} lässt sich durch die Autonne-Takagi-Faktorisierung
{\displaystyle U^{\mathsf {T}}AU=D}
in eine unitäre Matrix {\displaystyle U\in \mathbb {C} ^{n\times n}}, eine reelle Diagonalmatrix {\displaystyle D=\operatorname {diag} (\sigma _{1},\ldots ,\sigma _{n})\in \mathbb {R} ^{n\times n}} und die Transponierte von {\displaystyle U} zerlegen. Die Einträge der Diagonalmatrix sind dabei die Singulärwerte von {\displaystyle A}, also die Quadratwurzeln der Eigenwerte von {\displaystyle A^{\mathsf {H}}A}.

## Verwendung

### Symmetrische Bilinearformen
Ist {\displaystyle V} ein {\displaystyle n}-dimensionaler Vektorraum über dem Körper {\displaystyle K}, dann lässt sich jede Bilinearform {\displaystyle b\colon V\times V\to K} nach Wahl einer Basis {\displaystyle \{v_{1},\ldots ,v_{n}\}} für {\displaystyle V} durch die Darstellungsmatrix
{\displaystyle A_{b}=(b(v_{i},v_{j}))\in K^{n\times n}}
beschreiben. Ist die Bilinearform symmetrisch, gilt also {\displaystyle b(v,w)=b(w,v)} für alle {\displaystyle v,w\in V}, dann ist auch die Darstellungsmatrix {\displaystyle A_{b}} symmetrisch. Umgekehrt definiert jede symmetrische Matrix {\displaystyle A\in K^{n\times n}} mittels
{\displaystyle b_{A}(x,y)=x^{\mathsf {T}}Ay}
eine symmetrische Bilinearform {\displaystyle b_{A}\colon K^{n}\times K^{n}\to K}. Ist eine reelle symmetrische Matrix {\displaystyle A\in \mathbb {R} ^{n\times n}} zudem positiv definit, dann stellt {\displaystyle b_{A}} ein Skalarprodukt im euklidischen Raum {\displaystyle \mathbb {R} ^{n}} dar.

### Selbstadjungierte Abbildungen
Ist {\displaystyle (V,\langle \cdot ,\cdot \rangle )} ein {\displaystyle n}-dimensionaler reeller Skalarproduktraum, dann lässt sich jede lineare Abbildung {\displaystyle f\colon V\to V} nach Wahl einer Orthonormalbasis {\displaystyle \{e_{1},\ldots ,e_{n}\}} für {\displaystyle V} durch die Abbildungsmatrix
{\displaystyle A_{f}=(a_{ij})\in \mathbb {R} ^{n\times n}}
darstellen, wobei {\displaystyle f(e_{j})=a_{1j}e_{1}+\ldots +a_{nj}e_{n}} für {\displaystyle j=1,\ldots ,n} ist. Die Abbildungsmatrix {\displaystyle A_{f}} ist nun genau dann symmetrisch, wenn die Abbildung {\displaystyle f} selbstadjungiert ist. Dies folgt aus
{\displaystyle \langle f(v),w\rangle =(A_{f}x)^{\mathsf {T}}y=x^{\mathsf {T}}A_{f}^{\mathsf {T}}y=x^{\mathsf {T}}A_{f}y=x^{\mathsf {T}}(A_{f}y)=\langle v,f(w)\rangle },
wobei {\displaystyle v=x_{1}e_{1}+\ldots +x_{n}e_{n}} und {\displaystyle w=y_{1}e_{1}+\ldots +y_{n}e_{n}} sind.

### Projektionen und Spiegelungen

Orthogonale Zerlegungen werden durch symmetrische Matrizen beschrieben

Ist wieder {\displaystyle (V,\langle \cdot ,\cdot \rangle )} ein {\displaystyle n}-dimensionaler reeller Skalarproduktraum und ist {\displaystyle U} ein {\displaystyle k}-dimensionaler Untervektorraum von {\displaystyle V}, wobei {\displaystyle x_{1},\ldots ,x_{k}} die Koordinatenvektoren einer Orthonormalbasis für {\displaystyle U} sind, dann ist die Orthogonalprojektionsmatrix auf diesen Untervektorraum
{\displaystyle A_{U}=x_{1}x_{1}^{\mathsf {T}}+\ldots +x_{k}x_{k}^{\mathsf {T}}\in \mathbb {R} ^{n\times n}}
als Summe symmetrischer Rang-Eins-Matrizen ebenfalls symmetrisch. Auch die Orthogonalprojektionsmatrix auf den Komplementärraum {\displaystyle U^{\bot }} ist aufgrund der Darstellung {\displaystyle A_{U^{\bot }}=I-A_{U}} stets symmetrisch. Mit Hilfe der Projektionsmatrizen {\displaystyle A_{U}} und {\displaystyle A_{U^{\perp }}} lässt sich jeder Vektor {\displaystyle v\in V} in zueinander orthogonale Vektoren {\displaystyle u\in U} und {\displaystyle u^{\perp }\in U^{\perp }} zerlegen.
Auch die Spiegelungsmatrix {\displaystyle I-2A_{U}} an einem Untervektorraum {\displaystyle U} ist stets symmetrisch.

### Lineare Gleichungssysteme
Das Auffinden der Lösung eines linearen Gleichungssystems {\displaystyle Ax=b} mit symmetrischer Koeffizientenmatrix {\displaystyle A} vereinfacht sich, wenn man die Symmetrie der Koeffizientenmatrix ausnutzt. Auf Grund der Symmetrie lässt sich die Koeffizientenmatrix {\displaystyle A} als Produkt
{\displaystyle A=LDL^{\mathsf {T}}}
mit einer unteren Dreiecksmatrix {\displaystyle L} mit lauter Einsen auf der Diagonale und einer Diagonalmatrix {\displaystyle D} schreiben. Diese Zerlegung wird beispielsweise bei der Cholesky-Zerlegung positiv definiter symmetrischer Matrizen verwendet, um die Lösung des Gleichungssystems zu berechnen. Beispiele moderner Verfahren zur numerischen Lösung großer linearer Gleichungssysteme mit dünnbesetzter symmetrischer Koeffizientenmatrix sind das CG-Verfahren und das MINRES-Verfahren.

### Polarzerlegung
Jede quadratische Matrix {\displaystyle A\in \mathbb {R} ^{n\times n}} kann mittels der Polarzerlegung auch als Produkt
{\displaystyle A=QP}
einer orthogonalen Matrix {\displaystyle Q\in \mathbb {R} ^{n\times n}} und einer positiv semidefiniten symmetrischen Matrix {\displaystyle P\in \mathbb {R} ^{n\times n}} faktorisiert werden. Die Matrix {\displaystyle P} ergibt sich dabei als die Quadratwurzel von {\displaystyle A^{\mathsf {T}}A}. Ist {\displaystyle A} regulär, so ist {\displaystyle P} positiv definit und die Polarzerlegung eindeutig mit {\displaystyle Q=AP^{-1}}.

## Anwendungen

### Geometrie

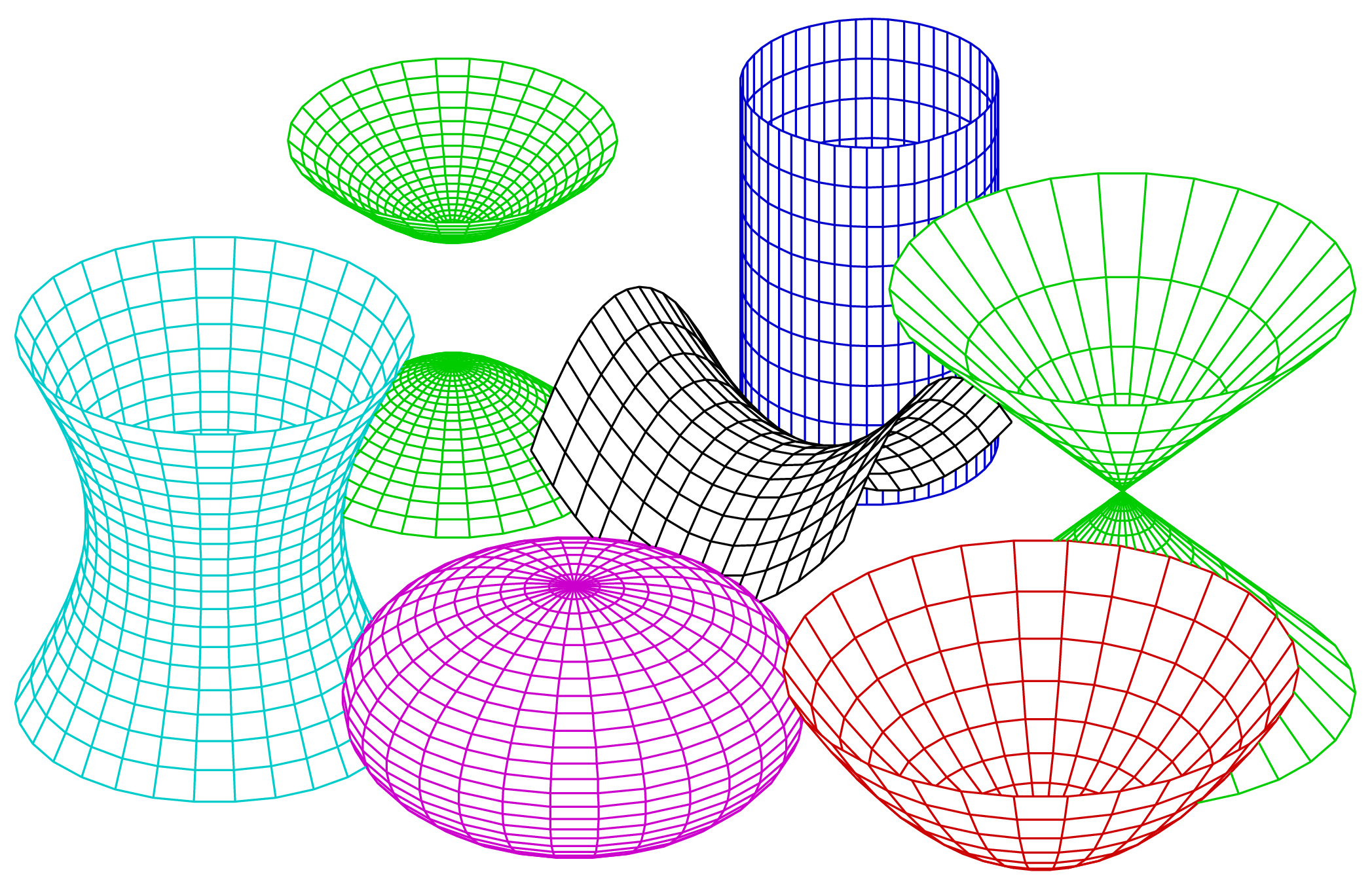
Quadriken können durch symmetrische Matrizen beschrieben werden

Eine Quadrik im {\displaystyle n}-dimensionalen euklidischen Raum ist die Nullstellenmenge eines quadratischen Polynoms in {\displaystyle n} Variablen. Jede Quadrik kann somit als Punktmenge der Form
{\displaystyle Q=\left\{x\in \mathbb {R} ^{n}\mid x^{\mathsf {T}}Ax+2b^{\mathsf {T}}x+c=0\right\}}
beschrieben werden, wobei {\displaystyle A\in \mathbb {R} ^{n\times n}} mit {\displaystyle A\neq 0} eine symmetrische Matrix, {\displaystyle b\in \mathbb {R} ^{n}} und {\displaystyle c\in \mathbb {R} } sind.

### Analysis
Die Charakterisierung der kritischen Punkte einer zweimal stetig differenzierbaren Funktion {\displaystyle f\colon D\subset \mathbb {R} ^{n}\to \mathbb {R} } kann mit Hilfe der Hesse-Matrix
{\displaystyle H_{f}(x)=\left({\frac {\partial ^{2}f}{\partial x_{i}\partial x_{j}}}(x)\right)\in \mathbb {R} ^{n\times n}}
vorgenommen werden. Nach dem Satz von Schwarz ist die Hesse-Matrix stets symmetrisch. Je nachdem ob {\displaystyle H_{f}(x)} positiv definit, negativ definit oder indefinit ist, liegt an der kritischen Stelle {\displaystyle x} ein lokales Minimum, ein lokales Maximum oder ein Sattelpunkt vor.

### Graphentheorie

Ein ungerichteter kantengewichteter Graph besitzt stets eine symmetrische Adjazenzmatrix

Die Adjazenzmatrix {\displaystyle A_{G}} eines ungerichteten kantengewichteten Graphen {\displaystyle G=(V,E,d)} mit der Knotenmenge {\displaystyle V=\{v_{1},\ldots ,v_{n}\}} ist durch
{\displaystyle A_{G}=(a_{ij})\in {\bar {\mathbb {R} }}^{n\times n}}   mit   {\displaystyle a_{ij}={\begin{cases}d(e)&{\text{falls}}~e=\{v_{i},v_{j}\}\in E\\\infty &{\text{sonst}}\end{cases}}}
gegeben und damit ebenfalls stets symmetrisch. Auch von der Adjazenzmatrix durch Summation oder Potenzierung abgeleitete Matrizen, wie die Laplace-Matrix, die Erreichbarkeitsmatrix oder die Entfernungsmatrix, sind dann symmetrisch. Die Analyse solcher Matrizen ist Gegenstand der spektralen Graphentheorie.

### Stochastik
Ist {\displaystyle X=(X_{1},\ldots ,X_{n})} ein Zufallsvektor bestehend aus {\displaystyle n} reellen Zufallsvariablen {\displaystyle X_{1},\ldots ,X_{n}} mit endlicher Varianz, dann ist die zugehörige Kovarianzmatrix
{\displaystyle \Sigma _{X}=\left(\operatorname {Cov} (X_{i},X_{j})\right)\in \mathbb {R} ^{n\times n}}
die Matrix aller paarweisen Kovarianzen dieser Zufallsvariablen. Nachdem {\displaystyle \operatorname {Cov} (X_{i},X_{j})=\operatorname {Cov} (X_{j},X_{i})} für {\displaystyle i,j=1,\ldots ,n} gilt, ist eine Kovarianzmatrix stets symmetrisch.

## Symmetrische Tensoren
Tensoren sind ein wichtiges mathematisches Hilfsmittel  in den Natur- und Ingenieurwissenschaften, insbesondere in der Kontinuumsmechanik, da sie neben dem Zahlenwert und der Einheit auch noch Informationen über Orientierungen im Raum enthalten. Die Komponenten des Tensors verweisen auf Tupel von Basisvektoren, die durch das dyadische Produkt „⊗“ verknüpft sind. Alles, was oben über reelle symmetrische Matrizen als Ganzem geschrieben steht, lässt sich auf symmetrische Tensoren zweiter Stufe übertragen. Insbesondere haben auch sie reelle Eigenwerte und paarweise orthogonale oder orthogonalisierbare Eigenvektoren. Für symmetrische positiv definite Tensoren zweiter Stufe wird auch ein Funktionswert analog zur Quadratwurzel einer Matrix oder zum Matrixexponential definiert, siehe auch Formelsammlung Tensoralgebra#Symmetrische und positiv definite Tensoren.

### Koeffizientenmatrix von symmetrischen Tensoren 2. Stufe
Nicht ohne Weiteres lassen sich die Aussagen über die Einträge in den Matrizen auf Tensoren übertragen, denn bei letzteren hängen sie vom verwendeten Basissystem ab. Nur bezüglich der Standardbasis – oder allgemeiner einer Orthonormalbasis – können Tensoren zweiter Stufe mit einer Matrix identifiziert werden. Der Anschaulichkeit halber beschränkt sich die allgemeine Darstellung hier auf den reellen drei-dimensionalen Vektorraum, nicht zuletzt auch wegen seiner besonderen Relevanz in den Natur- und Ingenieurwissenschaften.
Jeder Tensor zweiter Stufe kann bezüglich zweier  Vektorraumbasen {\displaystyle {\vec {a}}_{1,2,3}} und {\displaystyle {\vec {b}}_{1,2,3}} als Summe
{\displaystyle \mathbf {T} =\sum _{i,j=1}^{3}T^{ij}{\vec {a}}_{i}\otimes {\vec {b}}_{j}}
geschrieben werden. Bei der Transposition werden im dyadischen Produkt die Vektoren vertauscht. Der transponierte Tensor ist somit
{\displaystyle \mathbf {T} ^{\mathsf {T}}=\sum _{i,j=1}^{3}T^{ij}{\vec {b}}_{j}\otimes {\vec {a}}_{i}=\sum _{i,j=1}^{3}T^{ji}{\vec {b}}_{i}\otimes {\vec {a}}_{j}}
Eine mögliche Symmetrie ist hier nicht einfach erkennbar; jedenfalls genügt die Bedingung {\displaystyle T^{ij}=T^{ji}} nicht für den Nachweis. Die Bedingung gilt jedoch bezüglich einer Orthonormalbasis ê1,2,3
{\displaystyle \mathbf {T} =\sum _{i,j=1}^{3}T_{ij}{\hat {e}}_{i}\otimes {\hat {e}}_{j}={\begin{pmatrix}T_{11}&T_{12}&T_{13}\\T_{21}&T_{22}&T_{23}\\T_{31}&T_{32}&T_{33}\end{pmatrix}}_{{\hat {e}}_{i}\otimes {\hat {e}}_{j}}}
Hier kann die Symmetrie {\displaystyle \mathbf {T} =\mathbf {T} ^{\mathsf {T}}} aus seiner Koeffizientenmatrix abgelesen werden:
{\displaystyle T_{ik}=T_{ki},\quad i,k=1,2,3}
Dies gilt auch bezüglich einer allgemeinen, nicht orthonormalen, kontravarianten Basis ĝ1,2,3:
{\displaystyle \mathbf {T} =\sum _{i,j=1}^{3}T_{ij}{\hat {g}}^{i}\otimes {\hat {g}}^{j},\quad \mathbf {T} ^{\mathsf {T}}=\sum _{i,j=1}^{3}T_{ij}{\hat {g}}^{j}\otimes {\hat {g}}^{i}=\sum _{i,j=1}^{3}T_{ji}{\hat {g}}^{i}\otimes {\hat {g}}^{j}}
Sollen beide Tensoren gleich sein, dann folgt auch hier die Symmetrie der Koeffizientenmatrix {\displaystyle T_{ij}=T_{ji},\;i,j=1,2,3}. In obiger Form wird der Tensor kovariant genannt. Beim kontravarianten Tensor wird die Duale Basis benutzt, sodass {\displaystyle \mathbf {T} =\textstyle \sum _{i,j=1}^{3}T^{ij}{\hat {g}}_{i}\otimes {\hat {g}}_{j}}. Für ihn folgt die Symmetrie der Koeffizientenmatrix wie beim kovarianten Tensor. Beim gemischtvarianten Tensor werden beide Basen benutzt
{\displaystyle {\begin{aligned}\mathbf {T} =&\sum _{i,j=1}^{3}{T^{i}}_{j}{\hat {g}}_{i}\otimes {\hat {g}}^{j},\\\mathbf {T} ^{\mathsf {T}}=&\sum _{i,j=1}^{3}{T^{i}}_{j}{\hat {g}}^{j}\otimes {\hat {g}}_{i}=\sum _{i,j=1}^{3}{T^{j}}_{i}{\hat {g}}^{i}\otimes {\hat {g}}_{j}=:\sum _{i,j=1}^{3}{T_{i}}^{j}{\hat {g}}^{i}\otimes {\hat {g}}_{j}\end{aligned}}}
Sind beide Tensoren identisch, ist {\displaystyle {T^{j}}_{i}={T_{i}}^{j}}, weswegen die Indizes bei symmetrischen Tensoren übereinander gestellt werden können: {\displaystyle {T^{i}}_{j}={T_{j}}^{i}=T_{j}^{i}}. Dann hat man
{\displaystyle \mathbf {T} =\sum _{i,j=1}^{3}T_{j}^{i}{\hat {g}}_{i}\otimes {\hat {g}}^{j},\quad \mathbf {T} ^{\mathsf {T}}=\sum _{i,j=1}^{3}T_{j}^{i}{\hat {g}}^{j}\otimes {\hat {g}}_{i}=\sum _{i,j=1}^{3}T_{i}^{j}{\hat {g}}^{i}\otimes {\hat {g}}_{j}}
Die gemischtvariante Koeffizientenmatrix ist beim gemischtvarianten Tensor im Allgemeinen nicht symmetrisch. Besagtes gilt entsprechend auch für symmetrische gemischtvariante Tensoren der Form {\displaystyle \mathbf {T} =\sum _{i,j=1}^{3}{T_{i}}^{j}{\hat {g}}^{i}\otimes {\hat {g}}_{j}}.

### Invarianz der Symmetrieeigenschaft
Die Symmetrie eines Tensors ist von Basiswechseln unberührt. Das ist daran ersichtlich, dass die Vektorinvariante, die ausschließlich vom schiefsymmetrischen Anteil bestimmt wird und nur bei symmetrischen Tensoren der Nullvektor ist, invariant gegenüber Basiswechseln ist.

### Betrag eines Tensors
Der Betrag eines Tensors, definiert mit der Frobeniusnorm
{\displaystyle \left\|\mathbf {T} \right\|:={\sqrt {\mathrm {Sp} (\mathbf {T} ^{\mathsf {T}}\cdot \mathbf {T} )}}},
lässt sich bei symmetrischen Tensoren mit den Hauptinvarianten {\displaystyle \mathrm {I} _{1,2}} darstellen:
{\displaystyle {\begin{aligned}\mathrm {I} _{1}:=&\mathrm {Sp} (\mathbf {T} )\\\mathrm {I} _{2}:=&{\frac {1}{2}}\left[\mathrm {Sp} {(\mathbf {T} )}^{2}-\mathrm {Sp} (\mathbf {T} \cdot \mathbf {T} )\right]={\frac {1}{2}}\left(\mathrm {I} _{1}^{2}-\mathrm {Sp} (\mathbf {T} ^{\mathsf {T}}\cdot \mathbf {T} )\right)\\=&{\frac {1}{2}}\left(\mathrm {I} _{1}^{2}-{\left\|\mathbf {T} \right\|}^{2}\right)\\\Rightarrow \quad \left\|\mathbf {T} \right\|=&{\sqrt {\mathrm {I} _{1}^{2}-2\,\mathrm {I} _{2}}}\;.\end{aligned}}}

### Symmetrie von Tensoren höherer Stufe
Auch bei Tensoren höherer Stufe werden bei der Transposition die Basisvektoren in den Dyadischen Produkten vertauscht. Allerdings gibt es dort mehrere Möglichkeiten die Basisvektoren zu permutieren und entsprechend gibt es vielfältige Symmetrien bei Tensoren höherer Stufe. Bei einem Tensor vierter Stufe {\displaystyle {\stackrel {4}{\mathbf {A} }}} wird durch die Notation {\displaystyle {\stackrel {4}{\mathbf {A} }}{}^{\stackrel {ik}{\mathsf {T}}}} der i-te Vektor  mit dem k-ten Vektor vertauscht, beispielsweise
{\displaystyle {\stackrel {4}{\mathbf {A} }}=\sum _{i,j,k,l=1}^{3}A_{ijkl}{\hat {e}}_{i}\otimes {\hat {e}}_{j}\otimes {\hat {e}}_{k}\otimes {\hat {e}}_{l}\quad \rightarrow \quad {\stackrel {4}{\mathbf {A} }}{}^{\stackrel {13}{\mathsf {T}}}=\sum _{i,j,k,l=1}^{3}A_{ijkl}{\hat {e}}_{k}\otimes {\hat {e}}_{j}\otimes {\hat {e}}_{i}\otimes {\hat {e}}_{l}}
Bei der Transposition „⊤“ ohne Angabe der Positionen werden die ersten beiden durch die letzten beiden Vektoren vertauscht:
{\displaystyle {\stackrel {4}{\mathbf {A} }}{}^{\mathsf {T}}=\sum _{i,j,k,l=1}^{3}A_{ijkl}{\hat {e}}_{k}\otimes {\hat {e}}_{l}\otimes {\hat {e}}_{i}\otimes {\hat {e}}_{j}}
Symmetrien liegen dann vor, wenn der Tensor mit seiner irgendwie transponierten Form übereinstimmt.